# Rosenbauchfink
Der Rosenbauchfink (Passerina rositae) ist eine in Mexiko vorkommende Singvogelart aus der Familie der
Kardinäle (Cardinalidae).

## Beschreibung

### Aussehen

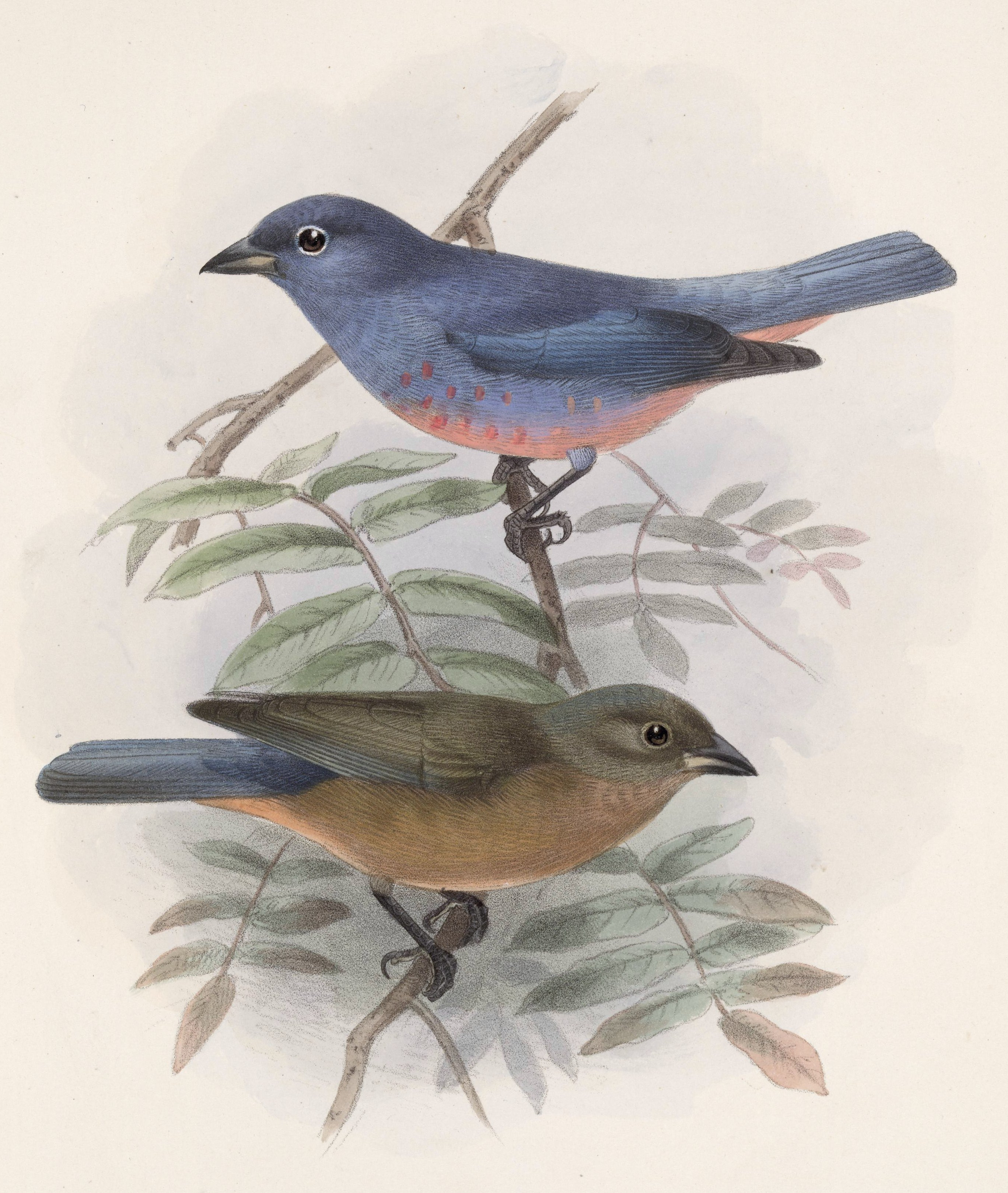
Männchen und Weibchen

Adulte Rosenbauchfinken erreichen eine Länge von 13,5 bis 14,5 Zentimetern und ein Gewicht von 19,5 bis 20,5 Gramm. Zwischen den Geschlechtern besteht ein deutlicher Sexualdimorphismus. Bei den Männchen haben der Kopf, die Kehle, die Wangen und der Nacken eine kräftig blaue Farbe. Der Rücken, die Schultern, die Flügelfedern und die Steuerfedern sind etwas heller blau gefärbt. Das Brustgefieder ist blau und mit einer rötlichen Marmorierung versehen, der Bauch hat eine lachsrote Farbe. Die Weibchen sind am Kopf und der Oberseite graubraun gefärbt. Die Flügelfedern sind matt braun, teilweise hellbraun eingefasst. Kehle, Brust und Bauch sind hell rötlich braun gefärbt. Bei beiden Geschlechtern ist der Oberschnabel schwärzlich, der Unterschnabel blass graublau. Die Füße haben eine bleigraue Farbe. Der Augenring ist weiß und in zwei Halbkreise geteilt, die Iris ist schwarzbraun.

### Lautäußerungen
Der Gesang der Männchen der Rosenbauchfinken besteht aus einer Abfolge leicht verschwommener und wellenförmig vorgetragener Noten, die die Töne „plik“ oder „plek“ enthalten.

## Verbreitung und Lebensraum

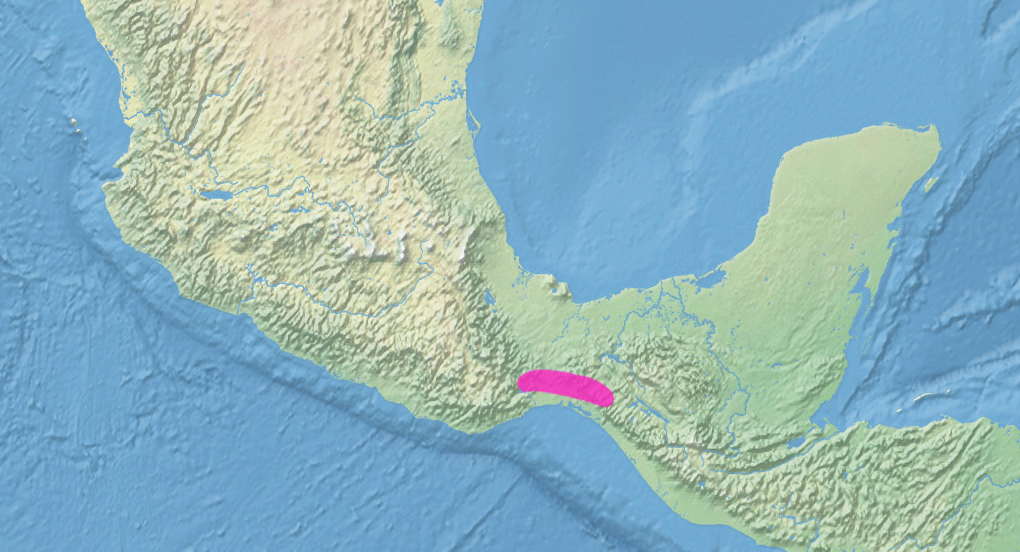
Verbreitungsgebiet

Das Verbreitungsgebiet des Rosenbauchfinken erstreckt sich über ein Gebiet vom Osten des mexikanischen Bundesstaats Oaxaca bis in den Westen von Chiapas. Er lebt in trockenen Dornen- und Laubwäldern, zuweilen auch in sumpfigem Gelände in Höhenlagen zwischen 180 und 800 Metern.

## Lebensweise
Über die Ernährung der Vögel gibt es zurzeit keine Angaben. Auch über das Brutverhalten ist wenig bekannt. Das tassenförmige Nest wird aus vertrockneten Blättern sowie zerkleinerter Rinde gefertigt und mit feinen Gräsern ausgepolstert. Der Außendurchmesser beträgt 10 bis 12, der Innendurchmesser 4,0 bis 5,5 Zentimeter. Es werden drei bis vier Eier gelegt, die eine weißliche oder hellblaue Farbe haben und einige kleine rotbraune Flecke besitzen.

## Gefährdung und Schutz
Der Rosenbauchfink wird aufgrund seines kleinen Verbreitungsgebiets und dem teilweisen Verlust seines Lebensraums von der Weltnaturschutzorganisation IUCN als  „Near Threatened = potentiell gefährdet“ klassifiziert. Die Gesamtindividuenzahl wird auf weniger als 50.000 Tiere geschätzt.

## Etymologie und Forschungsgeschichte
George Newbold Lawrence beschrieb den Rosenbauchfink als Cyanospiza rositae. Das Typusexemplar mit einer Beschreibung bekam er von Adrien Louis Jean François Sumichrast (1829–1882) und stammte aus Tehuantepec.  Schon 1816 hatte Louis Pierre Vieillot die neue Gattung Passerina für den Indigofink (Passerina cyanea Linnaeus, 1766) eingeführt, der auch später der Rosenbauchfink zugeordnet wurde. »Passerinus« ist das lateinische Wort für »Sperlingsähnlich«. Das Artepitheton »rositae« ist Rosita Sumichrast, der Frau des Entdeckers gewidmet.